# Вільям Забка
Вільям Майкл Забка (також відомий як Біллі Забка; 20 жовтня 1965) — американський актор, майстер бойових мистецтв, кіносценарист, режисер і продюсер. Найбільш відомий за свою роль Джонні Лоуренса у фільмах «Малюк-каратист» (1984), «Малюк-каратист 2» (1986) та спін-оф телесеріалі «Кобра Кай» (2018—дотепер). 2004 року був номінований на кінопремію «Оскар» за співавторство сценарію та продюсерство короткометражного фільму «Міст».

## Кар'єра
Проривна акторська роль Забки відбулася в його першому фільмі "Малюк-каратист" (1984). Він зіграв Джоні Лоуренса, головного антагоніста фільму. У той час він не навчався карате, але був досвідченим борцем. Участь у фільмі надихнула його на вивчення бойового мистецтва тансудо, і згодом він здобув зелений пояс другого ступеню. 
Протягом 1980-х Забка з’являється у комедійних фільмах «Хлопець що треба» (1985) та «Назад до школи» (1986). Також знявся у телесеріалі CBS «The Equalizer» як син головного героя (1986–89). Він також зіграв Джека, хлопця Джо Одрі, у "Європейські канікули" (1985). Пізніше він спробував відійти від гри хулігана. В одному з інтерв’ю він згадував, як йому іноді дошкуляли на публіці випадкові люди через персонажів, яких він зіграв.
 
Протягом 1990-х та 2000-х років він в основному знімався у незалежних фільмах, навчаючись на режисера. У 2003 році він написав і продюсував короткометражний фільм "Міст", знятий у Чехії та Польщі.
У 2007 році знявся у музичному кліпі для групи "No More Kings" під назвою "Sweep the Leg". У ролику Забка виступає як карикатура на самого себе, який живе в трейлері в пустелі та одержимий своєю роллю у фільмі Малюк-каратист. Відео включає камео кількох оригінальних учасників акторського складу фільму, включаючи Мартіна Кове та Ральфа Маккіо. У 2010 році зіграв епізодичну роль в комедійному фільмі "Машина часу в джакузі". У 2013 році Забка, разом з Маккіо, зіграв самого себе у 8 та 9 сезонах серіалу «Як я зустрів вашу маму».
4 серпня 2017 року було оголошено, що  зіграє роль Джонні Лоуренс у спінофі фільму Малюк-каратист, який дебютував в 2018 році.

## Особисте життя
Одружився зі Стейсі Забкою у 2008 році, у них двоє дітей. 

## Фільмографія
| Рік  | Назва                            | Роль                  |
| ---- | -------------------------------- | --------------------- |
| 1984 | Малюк-каратист                   | Джонні Лоуренс        |
| 1985 | Хлопець що треба                 | Грег Толан            |
| 1985 | Європейські канікули             | Джек                  |
| 1986 | Назад до школи                   | Час Осборн            |
| 1986 | Малюк-каратист 2                 | Джонні Лоуренс        |
| 1988 | Казка про тигра                  | Ренді                 |
| 1989 | Малюк-каратист 3                 | Джонні Лоуренс        |
| 1991 | Лише для батьків                 | Тед                   |
| 1992 | Найсильніший удар: Бій до смерті | Рубен                 |
| 1994 | Незаконне проходження            | Хауі                  |
| 1995 | Стрілець II                      | Рубен                 |
| 1995 | Сила всередині                   | Раймонд Вонн          |
| 1997 | Напруга                          | Бульдог               |
| 1999 | Перехоплювачі                    | Дейв                  |
| 2001 | Палаючий                         | Курт Пітерс           |
| 2001 | Розумна буря                     | Рожак                 |
| 2002 | Вітер силою                      | Ренс                  |
| 2002 | Ландшафтний                      | Боб Бейлі             |
| 2002 | Темний спуск                     | Марті                 |
| 2002 | Антитіла                         | Отто Еммерік          |
| 2003 | Міст                             | Сценарист та продюсер |
| 2004 | Кімнати                          | Продавець             |
| 2007 | Торт: Весільна історія           | Білл Боумен           |
| 2007 | Починаючи з нуля                 | Марті                 |
| 2010 | Машина часу в джакузі            | Рік Стілмен           |
| 2014 | Де росте надія                   | Мілтон Малкольм       |
| 2015 | Собака, яка врятувала літо       | Офіцер Джонні         |

| Рік       | Назва                                       | Роль                     |
| --------- | ------------------------------------------- | ------------------------ |
| 1983      | Найбільший американський герой              | Кларенс Мортнер-молодший |
| 1984      | Дай мені перерву!                           | Джеффрі                  |
| 1984      | CBS Schoolbreak Special                     | Рік Петерсон             |
| 1984-1985 | E / R                                       | Druggie Kid              |
| 1985-1989 | Еквалайзер                                  | Скотт Макколл            |
| 1996      | До кінців часу                              | Олександр                |
| 2000      | Епоха                                       | Джо                      |
| 2000      | Пітон                                       | Грег Ларсен              |
| 2002      | Пітон 2                                     | Грег Ларсен              |
| 2013      | Робоцип                                     | Джонні Лоуренс, Гіббі    |
| 2013-2014 | Як я зустрів вашу маму                      | Клоун/Сам себе           |
| 2014      | Ясновидець                                  | Тренер Багг              |
| 2015      | Життя Гортімера Гіббона на звичайній вулиці | Сенсей Джефф             |
| 2018-2025 | Кобра Кай                                   | Джонні Лоуренс           |